# Comares
Comares ist eine spanische Gemeinde in Andalusien in der Provinz Málaga. Sie befindet sich 39 Kilometer nordöstlich von Málaga auf 703 Meter Höhe in der Axarquía, dem östlichsten Teil der Provinz Málaga. Comares ist ein typisches weißes Dorf mit prärömischer Geschichte. Die maurische Epoche von Comares endete im Jahr 1487, als das Dorf, das damals aufgrund seines strategischen Standortes wichtiger Verteidigungspunkt war, an die Christen fiel. Comares thront auf einem Felssporn und bietet Rundumausblicke bis zur Küste. Neben einer Pfarrkirche gibt es eine restaurierte Olivenmühle (heute ein Hotel) und ein Kastell. Kulturell ist Comares bekannt für die Pflege der Verdiales, einer frühen Flamenco-Form, die mit Gitarren, Geige, Tamburin, Tänzern und Sängern zu den Fiestas zelebriert wird.